# Erik Mykland
Erik Mykland, né le 21 juillet 1971 à Risør (Norvège), est un footballeur norvégien, qui évoluait au poste de milieu de terrain au Panathinaïkos et en équipe de Norvège.
Mykland a marqué deux buts lors de ses 78 sélections avec l'équipe de Norvège entre 1990 et 2000.

## Biographie
Erik Mykland, surnommé the mosquito (« le moustique ») ou « Myggen », est un petit milieu de terrain très technique qui fait les beaux jours de l'équipe de Norvège dans les années 1990. Mykland est l'un des joueurs les plus populaires de Norvège, malgré les controverses qui entourent son personnage : son style bohémien, mal rasé et son style de vie plutôt relax faisaient contrastes avec l'image du footballeur professionnel.
Ayant grandi à Risør, sur la côte sud norvégienne, il déménage pour Bryne à l'âge de 16 ans pour lier études et football. Il a débuté dans le modeste club de Bryne FK, mais après une saison, il a le mal du pays et veut retourner à Risør. Il est tout de même repéré par IK Start en 1989. Il ne laisse pas passer cette chance et fait ses débuts en équipe sénior peu de temps après son 18e anniversaire.
Désigné « milieu de l'année 1990 », il prend une place de plus en plus importante dans le paysage footballistique norvégien jusqu'à sa première sélection en novembre 1990 contre la Tunisie.
En 1991, il finit 3e du championnat avec IK Start. La saison est marquée par d'impressionnantes victoires (4-1 contre Viking Stavanger et 5-0 contre Rosenborg BK notamment). L'année suivante, il est désigné « Joueur de l'année 1992 ».
S'ensuivent en 1995 un prêt de quelques mois à Utrecht puis un départ au LASK Linz en 1996, à cause de la descente de Start en Division 2.
En 1997, il s'engage avec le Panathinaikos où il joue 2 finales de Coupe de Grèce (1998 et 1999). Il y reste 3 saisons mais ne gagne pas de titre. Il joue ensuite une saison et demie à Munich 1860 où il joue 26 matchs avant de s'engager pour le FC Copenhague, au Danemark. Il remporte ainsi ses premiers titres majeur, 2 fois Champion du Danemark en 2003 et 2004, 1 Coupe du Danemark en 2004 (finaliste en 2002).
Il met un terme à sa carrière de joueur en 2004, à la suite d'une série de blessures qui l'on tenu éloigné des terrains environ 1 an. En juillet 2008, il annonce son retour à la compétition à 37 ans au Start. Ce retour ne dure que 9 matchs.
En septembre 2008, il est arrêté pour « possession et utilisation de cocaïne » et aurait un rôle dans un trafic.

## Carrière
- 1989 : Bryne FK
- 1989-1995 : IK Start
- 1995 : FC Utrecht
- 1995-1996 : IK Start
- 1996-1997 : LASK Linz
- 1997-2000 : Panathinaïkos
- 2000-2001 : TSV Munich 1860
- 2002-2004 : FC Copenhague
- 2008-2009 : IK Start

## Palmarès

### En équipe de Norvège
- 78 sélections et 2 buts en équipe de Norvège entre 1990 et 2000
- Participation à la Coupe du Monde en 1994 (Premier Tour) et à la 1998 (1/8 de finaliste)
- Participation au Championnat d'Europe des Nations en 2000 (Premier Tour)
- Statistiques en Coupe du Monde : 3 matches joués en 1994 et 4 en 1998
- Statistiques au Championnat d'Europe des Nations en 2000 : 3 matches joués

### En club
- Vainqueur du Champion du Danemark en 2003 et 2004 avec le FC Copenhague
- Vainqueur de la Coupe du Danemark en 2004 avec le FC Copenhague